# Parapiptadenia rigida
Parapiptadenia rigida es un arbusto leguminosa perenne o un  árbol. No es una especie en riesgo. 
Es nativa de Argentina, Bolivia,  Brasil, Paraguay,  Uruguay.  

## Descripción
Parapiptadenia rigida es un árbol de la subfamilia de las mimosoideas, crece de 18 a 30 m de altura y tiene un fuste erecto con ritidoma ligeramente desprendido y correoso es algo tortuoso y posee ramificación dicotomica irregular y copa corimbiforme.  Follaje verde oscuro, caduco, hojas alternas bipinnadas, discoloras con 3 a 6 pares de pinnas, folíolos sésiles, numerosos, ligeramente falcados con la nervadura principal bastante próxima del borde siperior y brillantes;  flores verdosas amarillas de 5 a 9 cm de longitud, con los estambres excertos, están dispuestas en inflorescencias axilares en forma de largas y densas espigas cilíndricas y amarillas. Florece en primavera.  Las vainas de las semillas crecen de 9 a 16 cm de longitud, márgenes sinuosos.  Semillas chatas, ovales, pardas. Se lo encuentra a la vera de los ríos.

## Usos
Madera  densa, resistente a los elementos;  usada en la construcción, carpintería, vigas para puentes, postes y leña.  Tiene propiedades medicinales astringente, expectorante, antidiarrea, antiséptico y propiedades antihemorragia.  Usado por sus propiedades antisépticas en el sur de Brasil.  La corteza tiene mucho  tanino, usado en medicinas alternativas como un limpiador interno. Para tratar raquitismo, falta de apetito y afecciones musculares.

## Taxonomía
Parapiptadenia rigida fue descrita por (Benth.)Brenan y publicado en Journal of Botany, British and Foreign 66: 141. 1928.
Sinonimia
- Acacia angico Mart.
- Piptadenia rigida Benth.
- Piptadenia rigida var. grandis Lindm.[8]

## Nombres comunes
Anchicho, anchico colorado, angico, angico-cedro, angico-do-banhado, angico-dos-montes, angico-verdadeiro, angico-vermelho, guarucaia, kurupa'y y  paric.